# Eugène Michiels
Eugène Michiels (Roosbeek, 17 april 1923 – Hasselt, 15 maart 2013) was een Belgisch directeur op het Belgische ministerie van Buitenlandse Zaken, die begin jaren tachtig ontmaskerd werd als spion voor de geheime diensten van de Roemeense Securitate en de Sovjet-Russische KGB/GRU.
In 1978 begon Michiels zijn spionagewerk voor de KGB en de Securitate. Als directeur op bovengenoemd ministerie had hij geen uitgesproken profiel en was daarom geschikt als spion. Het kwam voor al zijn kennissen als een schok dat hij een spion bleek. De man was een onopvallende figuur die in zijn dorp kerkorgel speelde. Ioan Covaci, een Roemeens diplomaat en agent van Securitate, die Michiels als zijn beste vriend beschouwde, verklikte Michiels in ruil voor politiek asiel in de Verenigde Staten. Op 8 augustus 1983 werd Michiels gearresteerd en werd later tot acht jaar cel veroordeeld. Hij kwam na drie jaar vrij en werd daarna opgenomen in een bejaardentehuis. Zijn dubbelspionage voor de twee geheime politieagentschappen leidde, toen het uitkwam, zelfs tot ruzie tussen de KGB en Securitate.
Michiels bleef trots op wat hij gedaan had. Toenmalig minister van Buitenlandse Zaken Leo Tindemans weet de gebeurtenis aan de gebrekkige communicatie tussen de verschillende ministers en hun bevoegdheden en de weinige aandacht die aan Dienst voor de Veiligheid van de Staat werd gegeven.